# 펠릭스 비에스텍
펠릭스 비에스텍(Felix Biestek, 목사 ,1912 –1994)는 제 2 차 세계 대전 이후 사회사업(Social casework,Social work) 확장 기간 동안 사회 사업 분야에 상당한 공헌을 한 미국 사제 겸 교수였다.
비에스텍(Biestek)은 일리노이주 시세로에서 태어나 1938년 시카고 로욜라 대학교를 졸업했다. 그는 1945년에 안수를 받았다. 그는 세인트 루이스 대학교에서 사회학 석사 학위를 받았으며, 워싱턴 DC에 있는 미국 가톨릭 대학교에서 사회 사업(social work 사회복지) 석사 학위 (1949)와 사회 사업 박사 학위 (1951)를 받았다.

## 비에스텍의 사회 케이스워크(social casework) 원칙
-개별화 : 각 클라이언트(내담자)를 고유한 개인으로 인식한다. 그것은 범주 또는 그룹의 전형적인 구성원이 아닌 개인으로 대우받을 각 인간의 필요와 권리에 기반한다.
-의도적인 감정 표현 : 내담자가 자신의 감정, 특히 부정적인 감정을 자유롭게 표현해야 할 필요성을 인식한다. 상담자는 이러한 감정의 표현을 낙담하거나 비난하지 않고 의도적으로 경청한다. 클라이언트가 자신의 감정, 두려움, 희망, 적대감 등을 표현할 기회를 거부하는 것은 소속되는 사회의 사람을 상대하는 것을 거부하는 것이다. 사회복지나 심리학 영역에서 모든 문제 또는 도움 요청에는 감정적 요소가 있으며 내담자는 이를 표현할 필요와 권리가 있다고 믿어진다.
-통제된 정서적 참여 : 내담자의 감정에 대한 상담자의 민감성, 이러한 감정의 의미에 대한 이해, 의도적이고 적절한 대응과 이러한 상담자의 반응은 언어적 대화뿐만이 아니다. 또한 비언어적이다. 상담자는 감정을 감지하고 이에 반응함으로써 정서적으로 "참여"된다. 참여는 상담자의 자기 징계, 사건의 목적 및 기타 요인에 의해 "통제"된다. 이 원칙은 사회복지(social work)의 핵심 원칙 중 하나입니다
-수용 : 상담자는 내담자의 강점과 약점, 긍정적이고 부정적인 감정, 건설적이고 파괴적인 태도와 행동을 포함하여 내담자의 타고난 존엄성과 개인적인 가치에 대한 감각을 유지하고 전달하는 등 내담자를 실제로있는 그대로 인식하고 수용한다. 수락은 승인을 의미하지 않는다. 수용의 대상은“좋은 것”이 아니라“진정성”이다. 클라이언트가 인식하는 수용은 존엄성을 손상시키지 않고 자신을 완전히 드러낼 수있게한다.
-비판단적 태도 : 비판단적 태도는 사회 사업에 죄책감이나 이와 관련한 판단을 부여하는 것이 포함되지 않는다는 믿음에 기반한다. 클라이언트가 비난과 판단을 두려워하면 자신에 대해 이야기하지 않을 것이다. 비난뿐만 아니라 칭찬과 승인도 판단적인 태도의 예이다. 비난과 칭찬은 내담자에게 동일한 영향을 미칠 수 있다. 판단되지 않도록 자신의 일부를 숨기는 것이다.
-내담자 자기 결정 : 사회복지 상담 과정에서 자신의 선택과 결정을 내릴 수있는 자유를 가질 수있는 내담자의 권리와 필요성에 대한 인식. 상담자는 내담자에 대해 책임을 지지 않으며 통제하는 방식으로 설득하지 않으며 상담자의 선호도에 따라 결정을 내리도록 내담자를 조작하지 않는다. (클라이언트의 자기 결정권은 클라이언트의 의사 결정 능력, 민사법 및 도덕, 기관의 기능에 따라 제한될 수 있습니다)
-비밀보장 : 기밀성은 클라이언트와 관련된 개인 정보를 보존하는 것으로 일발적으로 그리고 절대적으로 비밀이 보장되어야 한다. 그러나 제도적 또는 절박한 경우에서 전문적인 관계로 공개되거나 클라이언트와 관련되는 과정에서 다른 권한있는 기관에 제출의미가 발생할 수 있다.(클라이언트의 기밀 유지 권리는 절대적인 것이 아닐수있다. 클라이언트의 기밀 유지 권리보다 다른 권리 또는 의무가 더 큰 상황이 있을수있기 때문이다.)

## 같이 보기
- 행동 지침